# Rari Nantes Florentia
La Rari Nantes Florentia è una società di nuoto, pallanuoto e sincronizzato di Firenze. La squadra di pallanuoto maschile milita in Serie A1, mentre la squadra femminile in Serie B. La squadra maschile nel suo palmares annovera nove Campionati, una Coppa Italia e una Coppa delle Coppe. La squadra gioca nella piscina Goffredo Nannini di Firenze ed ha come colori sociali il bianco e il rosso, tonalità contenute all'interno dello stemma della città.
Il club ha anche un settore dedicato alla pallanuoto paralimpica, il quale vanta all'attivo due scudetti, quattro Coppe Italia e una Supercoppa Italiana.

## Storia

### Anni 1904-1929: la fondazione e gli inizi
Le attività della Rari Nantes Florentia iniziano nel 1904, mentre debutta in campionato nella stagione 1929, chiusa al 4° posto.

### Anni 1930: il dominio nazionale e i primi 5 scudetti
La Rari Nantes Florentia chiude il campionato 1930 al secondo posto, alle spalle dell'Andrea Doria.
La formazione toscana si ripete nel campionato 1932, chiudendo al 2° posto alle spalle della Rari Nantes Milano.
Nel 1933 la Rari Nantes Florentia vince per la 1ª volta il campionato, vincendo tutte le partite e imponendosi davanti alla Triestina. La formazione toscana vince anche il campionato 1934, che domina con autorevolezza.
La Rari Nantes Florentia raggiunge la finalissima del campionato 1935, dove è sconfitta dal Camogli. La formazione toscana si rifà il campionato successivo, conquistando il 3º titolo nazionale proprio davanti al Camogli.
Il dominio nazionale continua con la conquista del 4º titolo, avvenuto nel 1937 ai danni della Rari Nantes Napoli.
Il dominio prosegue con la conquista del campionato 1938: la formazione toscana conquista il 5º scudetto, il 3° consecutivo, sempre davanti alla Rari Nantes Napoli.
La Rari Nantes Florentia chiude il campionato 1939 al 4º posto, fallendo la difesa del titolo. 

### Anni 1940: il sesto e il settimo scudetto

#### 1940-1944: il sesto scudetto e la sospensione per la guerra
La stagione successiva la Rari Nantes Florentia riconquista il titolo nazionale, sempre davanti alla Rari Nantes Napoli: è il 6° titolo nazionale in 8 anni.
La Rari Nantes Florentia chiude il campionato 1941 al 2º posto, alle spalle della Rari Nantes Napoli, e quello del 1942 al terzo, preceduto sempre dalla Rari Nantes Napoli e dalla Lazio Nuoto.
Non si disputano il campionato del 1943 e quello del 1944 a causa della seconda guerra mondiale.

#### 1945-1949: il settimo scudetto e gli anni ai vertici nazionali
La Rari Nantes Florentia chiude il campionato 1945 al 3º posto, alle spalle di Lazio Nuoto e Rari Nantes Napoli.
La formazione toscana chiude il campionato 1946 al 2º posto alle spalle della Rari Nantes Camogli.
La stessa situazione si ripete nel campionato 1947, con la Rari Nantes Florentia che chiude di nuovo 2ª dietro alla Canottieri Olona. 
La Rari Nantes Florentia vince nuovamente il campionato 1948, conquistando il 7º titolo nazionale, perdendo solo una partita. 
La Rari Nantes Florentia chiude il campionato 1949 al 2º posto, alle spalle della Rari Nantes Napoli e davanti alla Canottieri Napoli e al Camogli a causa di una migliore differenza reti. La formazione toscana fallisce la difesa del titolo nazionale.

### Anni 1950: i piazzamenti e la retrocessione sfiorata

#### 1950-1953: gli anni ai vertici nazionali
La Rari Nantes Florentia chiude il campionato 1950 al 4º posto,  alle spalle della Rari Nantes Napoli, vincitrice dello scudetto, del Lazio e della Canottieri Napoli.
La Rari Nantes Florentia chiude il campionato 1951 al 3º posto alle spalle della Canottieri Napoli (laureatasi campione) e del Camogli.
La Rari Nantes Florentia chiude il campionato 1952 al 3º posto dietro al Camogli vincitore e alla Canottieri Napoli. 
La Rari Nantes Florentia chiude il campionato 1953 al 2º posto dietro al Camogli e davanti alla Canottieri Napoli. 
La stagione 1954 si disputa in due fasi: una fase preliminare (disputata a Milano) e una fase finale con gare di andata e ritorno: la Rari Nantes Florentia chiude 4ª nel girone A della Fase Eliminatoria e non si qualifica per la Fase Finale, chiudendo il campionato al penultimo posto, rischiando la retrocessione. Nella stagione successiva, la formazione toscana chiude il campionato in 7ª posizione. 
La formazione toscana si piazza al 4º posto al termine della stagione 1956, mentre in quella successiva chiude il campionato all'ultimo posto. 
La Rari Nantes Florentia chiude il proprio girone al quarto posto, non potendo accedere al girone finale.

### Anni 1960: un decennio senza risultati
Negli anni '60 la formazione toscana non raggiunge risultati di spicco

### Anni 1970: l'ottavo scudetto, la Coppa Italia e il debutto in Champions League

#### 1975-1979: il double nazionale, il debutto in Champions League e gli anni ai vertici nazionali
La Rari Nantes Florentia chiude il campionato 1975 al 4º posto.
La Rari Nantes Florentia vince il campionato 1976 davanti alla Pro Recco per 1 solo punto, conquistando l'ottavo titolo a 28 anni di distanza dall'ultima affermazione. Nello stesso anno la formazione toscana vince anche la Coppa Italia, conquistando il double nazionale.
La formazione toscana fallisce la difesa del titolo nel campionato 1977, chiuso al 3º posto alle spalle della Canottieri Napoli (laureatasi campione) e della Pro Recco.
Grazie alla vittoria del campionato 1976, la formazione toscana debutta in Champions League 1976-1977: è nel girone A con CSK VMF Mosca, Partizan e Vasas. La formazione toscana pareggia due partite e ne perde una, chiudendo il proprio girone all'ultimo posto e uscendo così dalla competizione europea.
La Rari Nantes Florentia chiude il campionato 1978 nuovamente al 3º posto alle spalle della Pro Recco (laureatasi campione) e della Canottieri Napoli.
La Rari Nantes Florentia chiude il campionato 1979 al 2º posto alle spalle della Canottieri Napoli.

### Anni 1980: il nono scudetto
La Rari Nantes Florentia vince il campionato 1980 concludendo il torneo senza subire sconfitte: è il suo nono titolo nazionale.
La formazione toscana chiude il campionato 1981 al 3º posto alle spalle del Bogliasco (laureatosi campione) e della Pro Recco, fallendo la difesa del titolo.
La Rari Nantes Florentia chiude il campionato 1983-1984 al 3º posto alle spalle della Pro Recco (laureatasi campione) e del Posillipo.

### Anni 1990: un nuovo decennio senza risultati
La Rari Nantes Florentia chiude il campionato 1990-1991 al 3º posto alle spalle della Rari Nantes Savona (laureatasi campione) e del Pescara.

#### 1996-1999: gli anni ai vertici nazionali
La Rari Nantes Florentia chiude il campionato 1995-1996 al 3º posto alle spalle del Posillipo (laureatosi campione) e del Pescara.
La Rari Nantes Florentia chiude il campionato 1997-1998 al 3º posto alle spalle del Pescara (laureatosi campione) e del Posillipo.
La Rari Nantes Florentia chiude il campionato 1998-1999 al 3º posto alle spalle della Roma (laureatasi campione) e del Posillipo.

### Anni 2000: la vittoria in Coppa delle Coppe e la finale di Coppa LEN

#### 2000-2003: gli anni ai vertici nazionali, la vittoria in Coppa delle Coppe e la finale di Coppa LEN
La Rari Nantes Florentia chiude il campionato 1999-2000 al 2º posto dietro al Posillipo.  
In ambito internazionale, la formazione toscana raggiunge la finale di Coppa delle Coppe nella stagione 1999-2000, ma perde in finale contro la Dinamo Mosca. 
La Rari Nantes Florentia chiude il campionato 2000-2001 al 2º posto, nuovamente dietro al Posillipo. 
In ambito internazionale, la formazione toscana raggiunge nuovamente la finale di Coppa delle Coppe nella stagione 2000-2001 e vince tale competizione contro il Barceloneta.
La Rari Nantes Florentia chiude il campionato 2001-2002 al 4º posto. 
In ambito internazionale, la formazione toscana raggiunge la finale di Coppa LEN nella stagione 2002-2003, dove è sconfitta dalla Leonessa.

### Anni 2010: la finale di Coppa LEN, la retrocessione in A2 e il successivo ritorno in A1
La Rari Nantes Florentia chiude il campionato 2012-2013 al 3º posto alle spalle della Pro Recco (laureatasi campione) e del Brescia.
In ambito internazionale, la formazione toscana partecipa alla Coppa LEN 2012-2013, dove è inserita nel gruppo D con il Sabadell (Spagna), il Potsdam (Germania), il Radnički (Serbia) e lo Yüzme Istanbul (Turchia). La Rari Nantes Florentia dhiude il girone al 2° posto, preceduta solo dal Radnički e accedendo così ai quarti.
Dal 1904 al 2009, i nuotatori del club hanno accumulato ottantatré vittorie nei campionati nazionali. Nella pallanuoto, introdotti dal genovese Pino Valle, il club ha vinto nove campionati, soprattutto durante gli anni 1930 e 1940. Nel 1999 è arrivata seconda in Coppa delle Coppe. Nel 2000 e nel 2001 la squadra maschile si è classificata seconda dietro il Circolo Nautico Posillipo. Questa posizione gli ha permesso di partecipare e vincere alla Coppa delle Coppe del 2001. Nel 2003 e nel 2013 si è classificata al secondo posto in Coppa LEN. Nel 2003 ha vinto e nel 2004 si è classificata al secondo posto nella Tom Hoad Cup.
Nel 2016 retrocede in Serie A2 e ritorna in A1 l'anno seguente. Retrocede nuovamente in A2 nel 2021 nel 2024 ottiene, dopo tre stagioni in cadetteria, la promozione in Serie A1 e la formazione femminile è promossa in Serie A2.

## Rosa maschile 2024-2025
| N° |                        | Ruolo | Giocatore             |
| -- | ---------------------- | ----- | --------------------- |
|    | Italia (bandiera)      | P     | Massimiliano Cicali   |
|    | Italia (bandiera)      | P     | Giuseppe Gioia        |
|    | Paesi Bassi (bandiera) | D     | Niels Jacco Hofmeijer |
|    | Italia (bandiera)      | D     | Marco Stacco          |
|    | Italia (bandiera)      | A     | Carlo Di Fulvio       |
|    | Paesi Bassi (bandiera) | A     | Tim De Mey            |
|    | Italia (bandiera)      | A     | Matteo Calamai        |
|    | Italia (bandiera)      | A     | Giovanni Chemeri      |

| N° |                   | Ruolo | Giocatore             |
| -- | ----------------- | ----- | --------------------- |
|    | Italia (bandiera) | A     | Tommaso Turchini      |
|    | Serbia (bandiera) | A     | Uroš Trpovski         |
|    | Italia (bandiera) | CB    | Giacomo Maria Cardoni |
|    | Italia (bandiera) | CB    | Niccolò Benvenuti     |
|    | Italia (bandiera) | CV    | Stefano Sordini       |
|    | Italia (bandiera) | CV    | Cesare Mancini        |
|    | Italia (bandiera) | CV    | Damiano Borghigiani   |
|    | Italia (bandiera) | CV    | Ugo Visciani          |

### Staff tecnico
| Allenatore: | Luca Minetti | Allenatore in seconda | Andrea Bruschini | Preparatore atletico | Donato Quinto |

## Palmarès

### Trofei nazionali
- Campionato italiano: 9

1933, 1934, 1936, 1937, 1938, 1940, 1948, 1976, 1980
- Coppe Italia: 1

1976
- Trofeo del Giocatore: 2

1951, 1954

### Trofei internazionali
- Coppa delle Coppe: 1

2001
- Tom Hoad Cup: 1

2003

### Trofei giovanili
- Campionato italiano Juniores B: 1

2025
- Campionato italiano Allievi: 2

1948, 1966
- Campionato italiano Ragazzi: 1

2015
- Campionato italiano femminile U-15: 1

2014

## Rosa Femminile 2022-2023
| N° |                   | Ruolo | Giocatore             |
| -- | ----------------- | ----- | --------------------- |
|    | Italia (bandiera) | P     | Caterina Banchelli    |
|    | Italia (bandiera) | P     | Giulia Pellegrino     |
|    | Italia (bandiera) | P     | Alessia Gattini       |
|    | Italia (bandiera) | D     | Marina Letizia Lepore |
|    | Italia (bandiera) | D     | Benedetta Merli       |
|    | Italia (bandiera) | A     | Eleonora Gabelli      |
|    | Italia (bandiera) | A     | Carlotta Nencha       |
|    | Italia (bandiera) | A     | Letizia Nesti         |
|    | Italia (bandiera) | A     | Chiara Barbieri       |

| N° |                    | Ruolo | Giocatore           |
| -- | ------------------ | ----- | ------------------- |
|    | Italia (bandiera)  | A     | Margherita Pantani  |
|    | Italia (bandiera)  | A     | Bianca Mugnai       |
|    | Italia (bandiera)  | A     | Irene Landi         |
|    | Italia (bandiera)  | A     | Maria Vittoria Osti |
|    | Italia (bandiera)  | CB    | Sara Cordovani      |
|    | Italia (bandiera)  | CB    | Giulia Gasparri     |
|    | Italia (bandiera)  | CB    | Elisa Capaccioli    |
|    | Israele (bandiera) | CV    | Noa Sasover         |
|    | Italia (bandiera)  | CV    | Noura Vittori       |

### Staff tecnico
| Allenatore:         | Aleksandra Cotti |
| Direttore Sportivo: | Andrea Nesti     |
| Preparatore:        | Lucia Giannetti  |

## Presidenti
I presidenti succedutisi nel corso della storia della società toscana sono: 
- Enzo Fiordelli (1945-1957 e 1960-1961)
- Sergio Sorbi (1961-1963)
- Alberto Cianchi (1982-1987)
- Andrea Pieri (1988-1992)
- Gianni Lonzi (1992-1999)
- Claudio Del Lungo (1999-2001)
- Alberto Tirelli (2001-2003)
- Amos Cecchi (2003-2006)
- Andrea Pieri (dal 2006)

## Onorificenze
- Stella d'oro al merito sportivo

- Collare d'oro al merito sportivo
  - Collari d'oro al merito sportivo 2012